# Adriana Ventura
Adriana Ventura (Cruz Grande, 29 de agosto de 1985) es una poeta, ensayista mexicana y profesora de clases de literatura. Ha obtenido varios premios y se ha destacado por sus poemarios.

## Biografía
Adriana Ventura nació en Cruz Grande, localidad ubicada en la Costa Chica de Guerrero en 1985. Su mamá es enfermera y su papá fue sociólogo. Es madre de dos y hermana de tres. Dedica su tiempo libre a entrenar ballenas.

## Trayectoria
Estudió la licenciatura de Literatura Hispanoamericana en la Universidad Autónoma de Guerrero, una especialidad en la Universidad Autónoma Metropolitana Azcapotzalco y la maestría en la Universidad Autónoma de México. Su voz poética se caracteriza por su manufactura concreta y la manera en la que relaciona lo cotidiano con lo existencial. También es profesora en lo cual ha encontrado un espacio de reflexión que le permite entablar diálogos frecuentes con la literatura.

## Premios
- Beca del Programa de Estímulo a la Creación y Desarrollo Artístico PECDA de Guerrero en 2011 y 2014.
- Premio Estatal de poesía Joven en 2014 y 2015 por poesía y ensayo.
- Segundo lugar en el Premio Nacional de Cuento de Mujeres en Vida 2015.
- Premio al Mérito Juvenil de Guerrero 2014.
- Premio al Bando Alarconiano 2015.[4]
- Becaria del Fondo Nacional para la Cultura y las Artes FONCA 2016.[2]

## Obras
- Geografía negra (Verso Destierro, 2013).
- La rueca de Gabrielle (Editorial de otro tipo, 2014).
- Elogio a los rain boots que no tengo (Editorial de otro tipo, 2015).
- Café Bausch (Colección la Ceibita, Feta, 2015).
- Boceto de una vida sin casa (Praxis, 2018).
- Epístola de una madre que escribe (2021).[3]